# Capilla del Rosario (Puebla)

Plano de la capilla.

La capilla de la Virgen del Rosario es la capilla anexa al Templo de Santo Domingo en la ciudad de Puebla, México. Obra del siglo XVII, cumbre del barroco novohispano, fue calificada en su época como La Casa de Oro, así como la octava maravilla del mundo por fray Diego de Gorozpe, en un impreso de 1690. Constituye el más destacado ejemplo del barroco novohispano y una de las mayores realizaciones artístico-religiosas de México. Está ubicada en la avenida peatonal 5 de mayo número 407.

## Historia
El culto a la Virgen del Rosario fue promovido por la orden de los predicadores dominicos, quienes dedicaban en cada uno de sus conventos una capilla a su devoción. En México no fue la excepción cuando los primeros religiosos de la orden llegaron en 1526, pero no fue hasta el año de 1531 cuando iniciaron la construcción de su primer templo importante en Puebla, que también está dedicado al arcángel San Miguel sin embargo la capilla del Rosario fue concebida hasta 1650 y consagrada en 1690. 
No obstante, fue la primera en México dedicada a la Virgen del Rosario. Su construcción cumplía con un doble propósito: rendir culto a la Virgen y enseñar a los fieles el rezo del Santo Rosario. Fue concebida por el dominico fray Juan de Cuenca, quien en el año de 1650 inició su construcción, pero dada la magnitud de la obra, hasta 1690 no fue terminada por otros dos dominicos fray Agustín Hernández y fray Diego de Gorozpe, quienes la dedicaron al insigne obispo de la Puebla del Consejo de su Majestad Manuel Fernández de Santa Cruz, y celebrando su consagración el 16 de abril de 1690,  para que coincidiera con la fecha en que se fundó la Ciudad de Puebla de los Ángeles. La celebración duró 8 días (La Octava), pronunciándose en cada uno de ellos un sermón, procesiones, misas y eventos convirtiéndola en un gran escenario de júbilo.
El decidido impulso a la enseñanza del Santo Rosario y a la predilecta devoción a la Virgen de Nuestra Señora del Rosario, que se les dio en el siglo XVII, explica la complejidad de la gran obra, que tan pronto como fue terminada y calificada como la octava maravilla del mundo.
De mayo de 1967 al mismo mes de 1971, un equipo de restauradores auspiciados por la fundación Mary Street Jenkins realizó un trabajo de restauración de toda la Capilla.

## Arquitectura
La planta está dispuesta en forma de cruz latina, con brazos y testero cortos. La nave está dividida en tres tramos y su bóveda es de cañón con lunetos de la misma forma que los brazos del crucero, posee una cúpula angosta con tambor y sobre este unas ventanas y en la media naranja otras, cuyo propósito es dar iluminación al suntuoso ciprés justo abajo. 
El interior de la capilla es majestuoso, en donde las estructuras arquitectónicas han sido cubiertas en cada rincón que se observe con relieves en estuco dorado, con el fin de exaltar el sentimiento religioso. 
Los muros laterales de la nave están revestidos simétricamente por grandes lienzos de la mano del pintor José Rodríguez Carnero (1649-1725), con temas alusivos a los Gozos de la Virgen, las pinturas son de estilo claroscurista que contrastan con las luminosas y claras que adornan el crucero, del mismo autor. 
La parte baja de las pinturas está adornado con un lambrín de azulejos en talavera poblana. 
En el crucero se hallan otras pinturas con temas relacionados también con la vida de la Virgen, al igual que otra de gran tamaño que corona el ábside de la capilla y que está dedicada a la Glorificación y Triunfo del Rosario. Los relieves que revisten los muros, pilastras y bóvedas tienen motivos no solo del orden vegetal, animal o angelical sino también de orden simbólico-religioso.
La Capilla está decorada con estuco sobredorado, preparado con una base de harina con clara de huevo y agua y recubierta con láminas de oro de 24 quilates, como muchas decoraciones barrocas de la capital poblana. 
En el altar se erige el trono de la Virgen, con un baldaquino labrado por el maestro español Lucas Pinto.

### Portada
La portada de acceso se halla en el crucero izquierdo del templo, y su austero diseño barroco contrasta con la riqueza del interior. Presenta un arco de medio punto almohadillado, así como en la rosca y en las jambas, ligeramente abocinado y enmarcado por pilastras toscanas y columnas corintias. Remata el arco algo semejante a un balcón con una ventana entre pilastras. 

### Interior
La capilla se caracteriza por ser de planta de cruz latina con brazos y testeros cortos. Es una muestra deslumbrante del estilo barroco del siglo XVII novohispano, y un escenario para la fe, en donde cada elemento tiene un significado preciso. En la bóveda se hallan inmersas en el follaje las representaciones de las tres virtudes teologales: Fe, Esperanza y Caridad. Encontramos sesenta ángeles colocados alrededor de la circunferencia que forma la cúpula y la bóveda principal, cada uno en expresión distinta, algunas son sólo cabezas y/u otras son imágenes de cuerpo completo. Un detalle a resaltar, es que en el área destinada para el coro y el órgano, encontramos ángeles que parecen estar tocando instrumentos musicales y entonando cánticos. 

### Cúpula

Las virtudes teologales en el orden que aparecen en la cúpula.

El orden de aparición de las santas en la cúpula.

- (a) En la cúpula, La Gracia Divina (Gratia Divina) lleva en sus manos la hoja de palma que símboliza el martirio y la rama del laurel la victoria. La Gracia, sin la cual no hay virtud valedera, representa el origen de todo lo divino en la tierra; se acompaña con los dones del Espíritu Santo:
- (b) Entendimiento (Spirit Intellect)
- (c) Fortaleza (Spirit Fortit)
- (d) Piedad (Spirit Pietatis)
- (e) Temor de Dios (Spirit Timoris)
- (f) Ciencia (Spirit Scient)
- (g) Consejo (Spirit Consilii) y
- (h) Sabiduría (Spirit Sapientiae), cualidades representadas por mujeres que muestran una de sus piernas desnuda. A través de esta simbología se aprende que teniendo fe, esperanza y caridad, estando en gracia y recibiendo los dones esenciales, se puede llegar a la suprema sabiduría, representada por la paloma del Espíritu Santo, que en la cúpula se muestra envuelta entre nubes y rayos.

En la cúpula se aprecian además 16 santas: Santa Úrsula (i), Águeda de Catania (j), Santa Inés (k), Anastasia (l), Santa Apolonia (m), Santa Clara de Asís (n), Gertrudis de Helfta (o), Santa Lugarda (p), Rosalía de Palermo (q), Santa Rosa de Viterbo (r), Santa Teresa de Jesús (s), Tecla de Iconio (t), Santa Bárbara (u), Cecilia de Roma (v), Lucía de Siracusa (w) y Catalina de Alejandría (x).

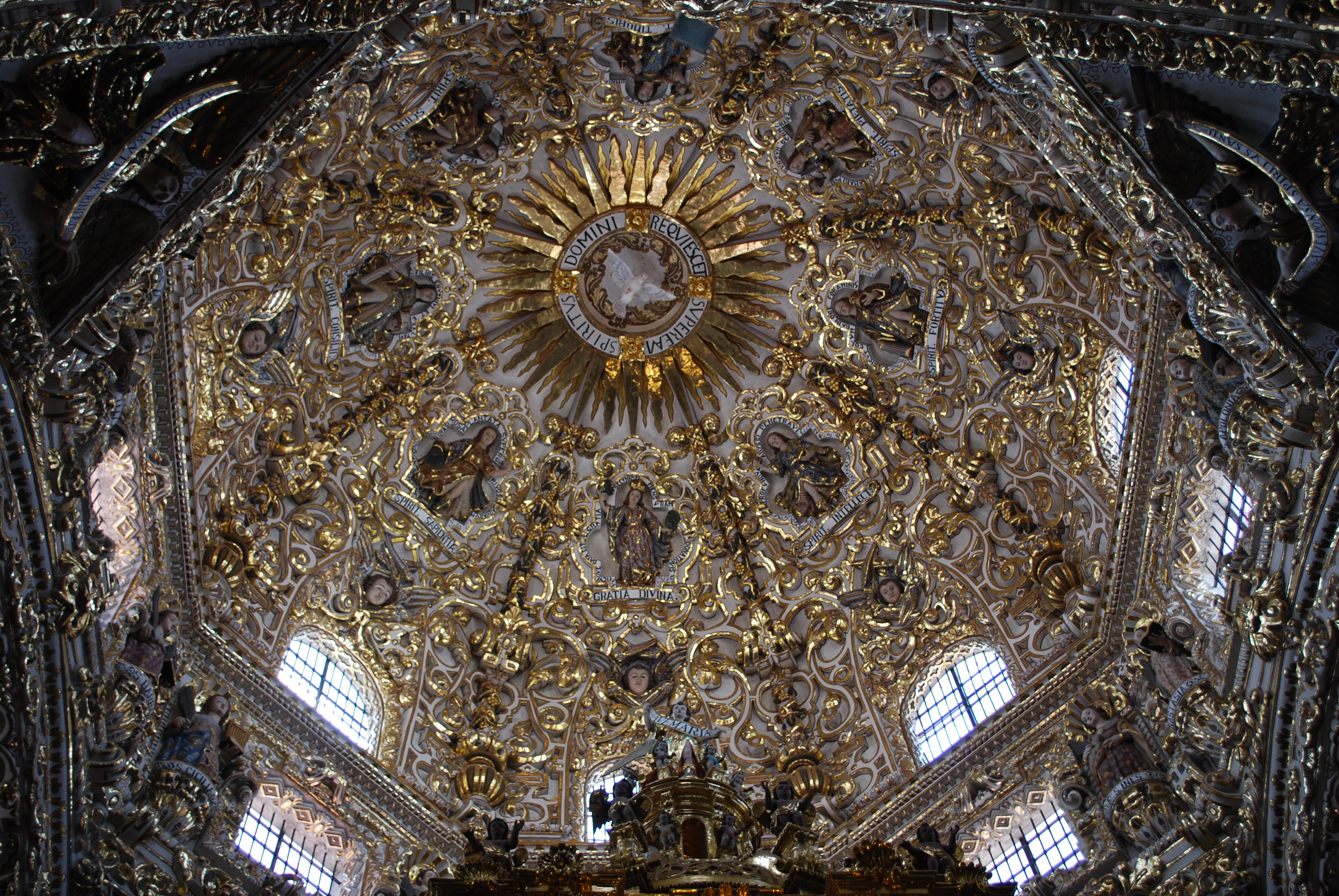
Para ver los detalles de la cúpula, ampliar clikeando sobre esta imagen y las sucesivas que aparecerán, si revierte vuelva a clikear.

### Pinturas

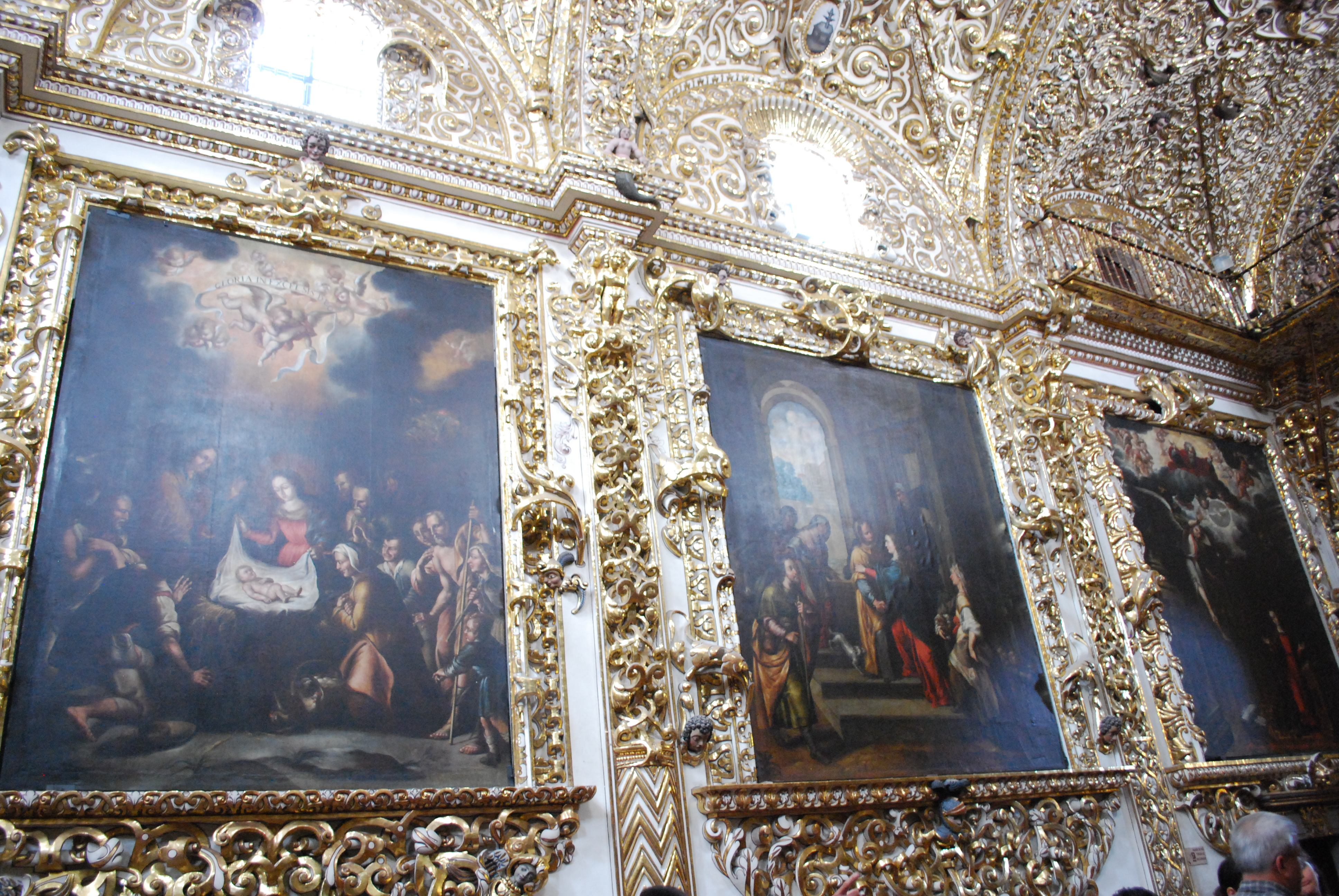
Anunciación, Visitación y Nacimiento, todas, obra del pintor Rodríguez Carnero.

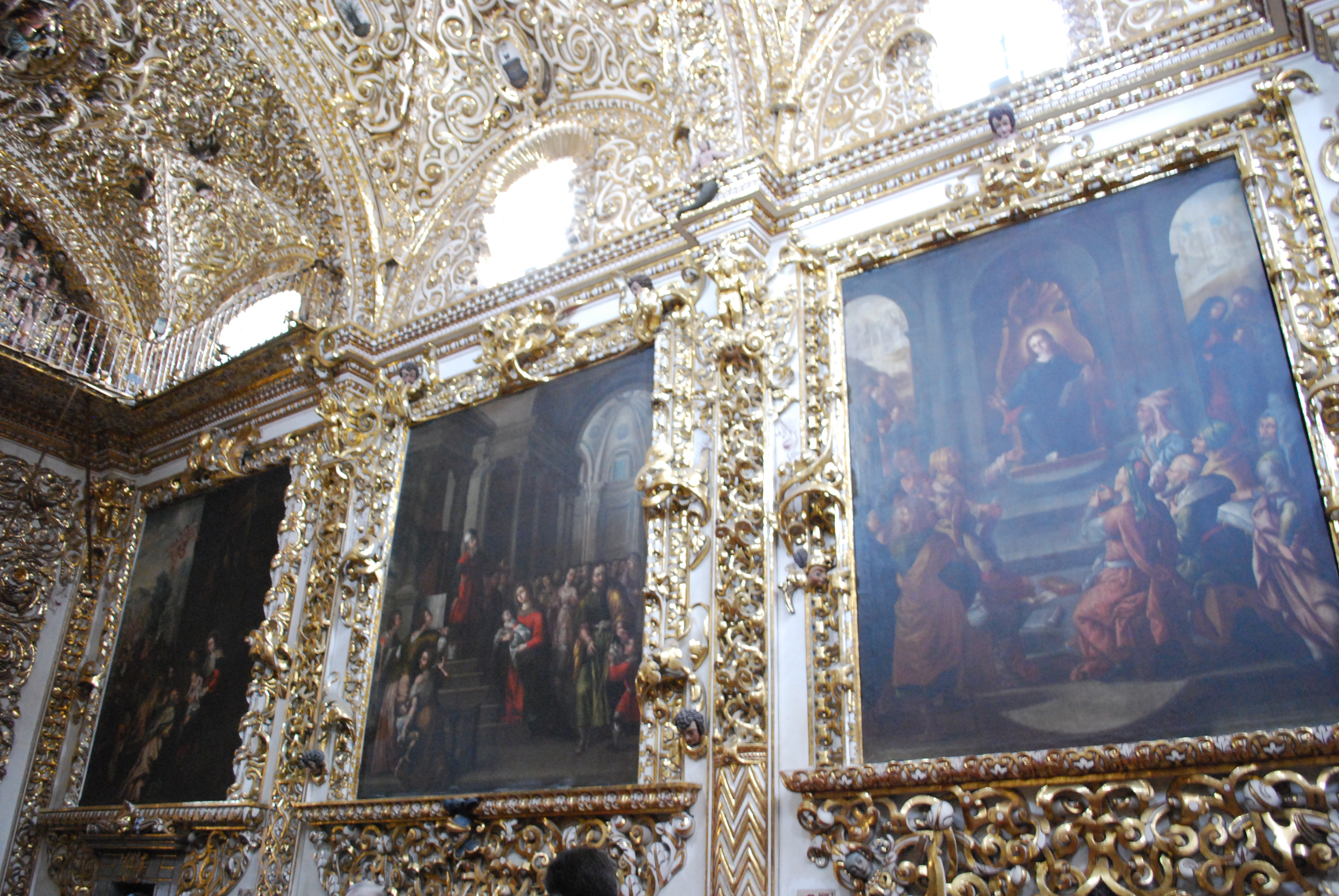
Adoración, Presentación y Jesús y los doctores.

En los laterales de la nave se exhiben seis grandes lienzos del pintor José Rodríguez Carnero, que aluden a los "gozos" de la Virgen: la Asunción, la Visitación y el Nacimiento. Frente a ellos en el lado izquierdo de la nave: la Adoración, la presentación en el Templo y Jesús entre los doctores, escenas que representan los momentos claves en la vida humana y terrenal de María. La parte inferior de los muros está cubierta con un soberbio lambrín de azulejos de talavera poblana, en cuya franja superior sobresalen cabecitas de querubines alternadas con el escudo dominico.

### Crucero
Aunque sus brazos son muy cortos presentan la misma exuberante decoración en la nave. En el lado izquierdo se aprecia una pintura de la Asunción de María junto a tallas estofadas de San Juan y san Mateo; más arriba rodeada de flores y follajes, Santa Isabel y san José. En el brazo derecho se exhibe un cuadro con la Coronación de María y las figuras de San Marcos y San Lucas; en el remate junto a la ventana, se puede ver a San Joaquín y Santa Ana. El tributo a los evangelistas se debe a que fueron ellos los primeros en hablar de la Virgen, cuya familia aparece aquí rodeada de ángeles (alabanzas), Flores (ofrendas), pájaros (música) y pelicanos (el símbolo de Cristo).

### Ábside
En él se encuentra una enorme pintura dedicada a la Glorificación y Triunfo del Rosario, en la que se puede ver a la Virgen coronada de rosas. Junto con las pinturas del crucero constituye un tríptico descriptivo de la vida celestial de María, quien después de subir a los cielos y ser coronada se presenta en la tierra para distribuir el Rosario.

### Altar

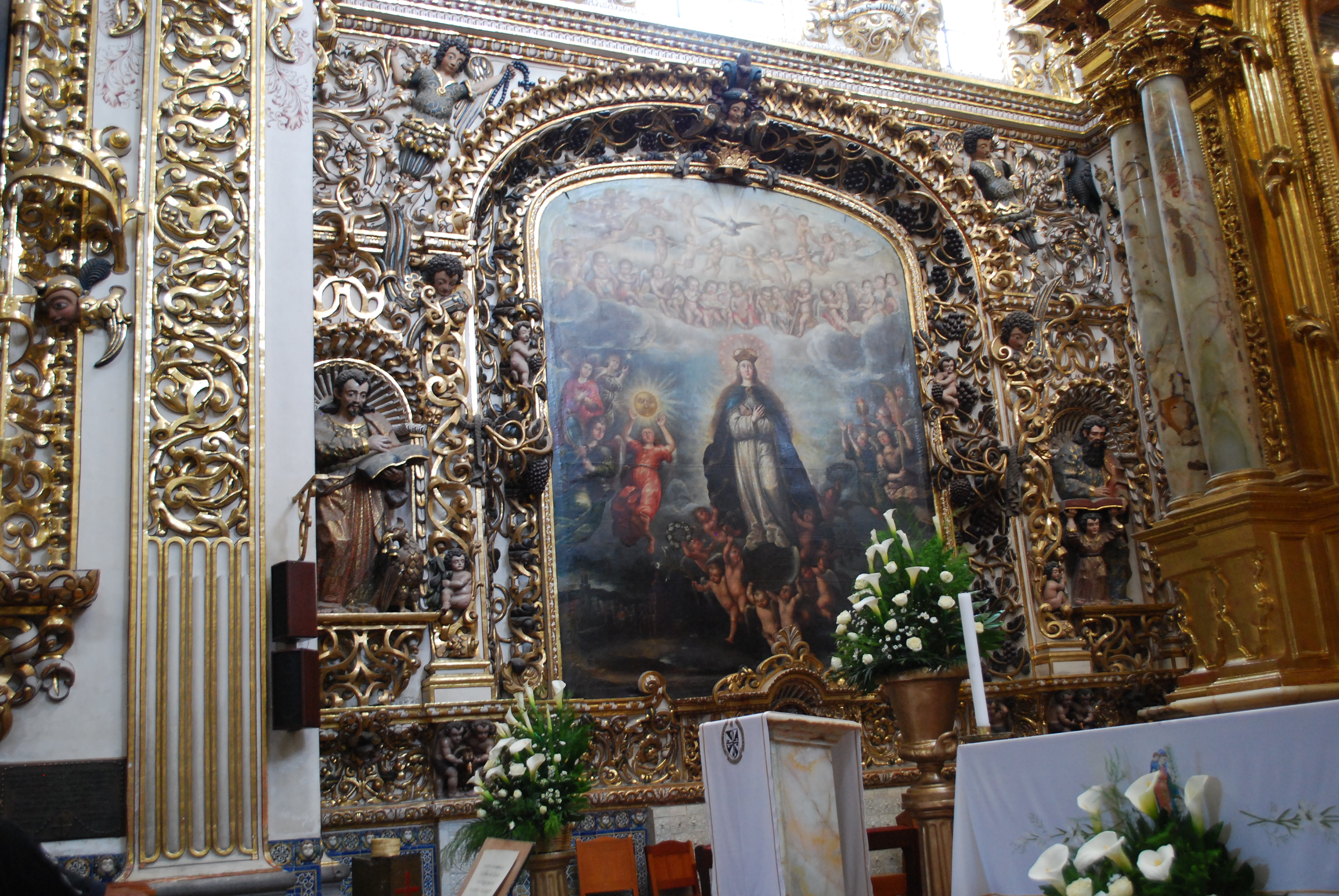
La Asunción de María, en el crucero izquierdo.

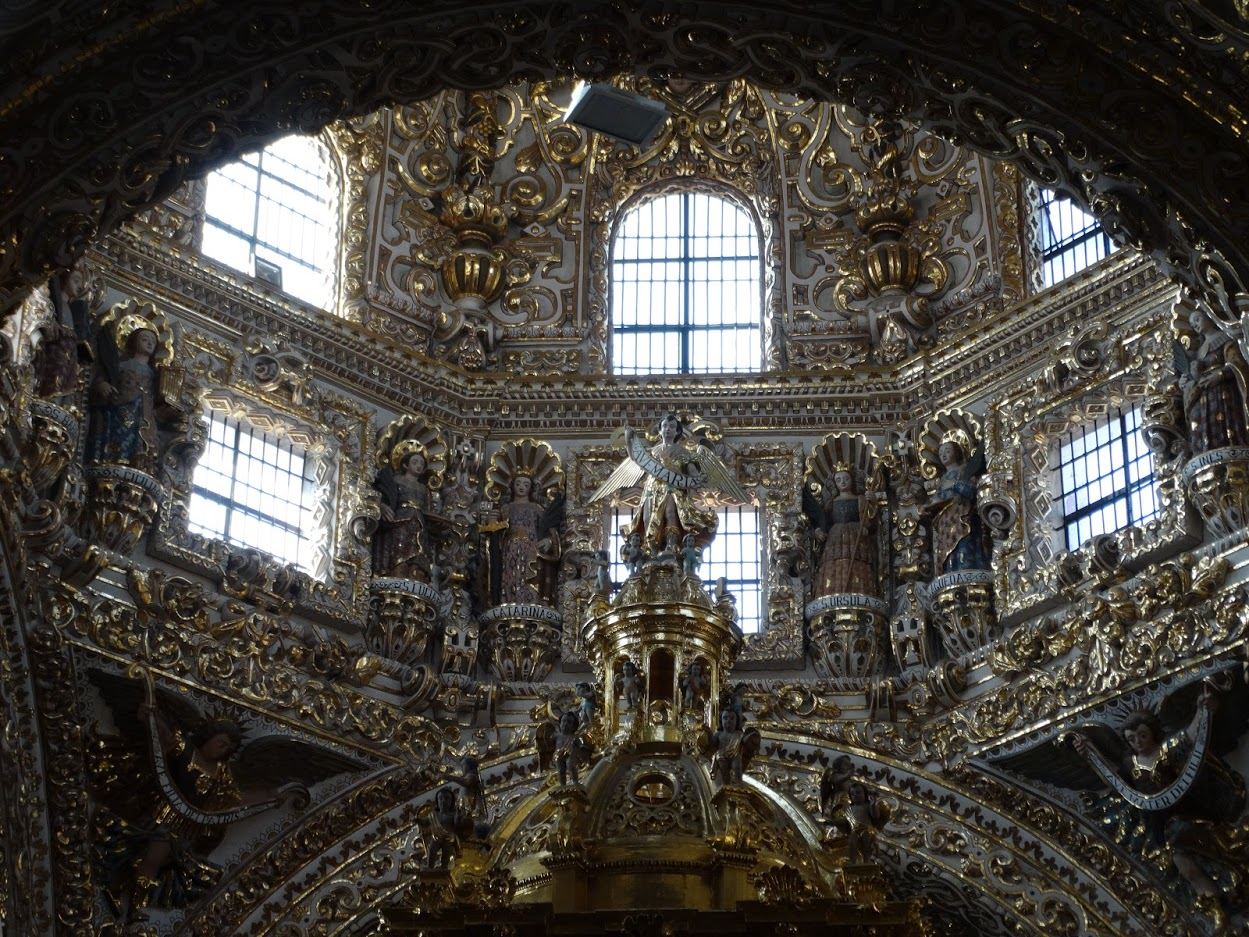
Decoration details en Capilla del Rosario

Este lugar es evocador de la interrelación entre la arquitectura religiosa y sus simbolismos: el cuadrado que se forma en el crucero representa la tierra, la base ochavada de la cúpula recrea el renacer después de la muerte, y su perfecta curvatura representa la bóveda celeste, símbolo del paraíso.

### Ciprés

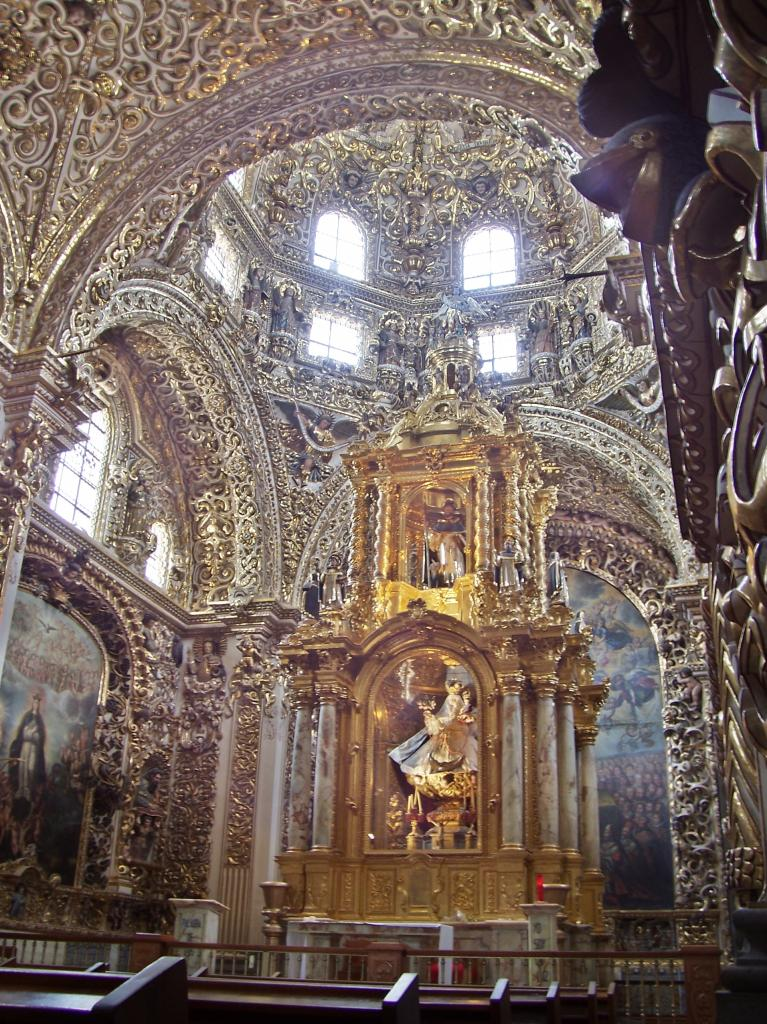

El ciprés debajo de la cúpula de tambor que resguarda a la Virgen del Rosario está conformado por 12 columnas corintias en la base realizadas en mármol de Tecali, representan a los apóstoles. En el primer cuerpo se aprecian algunos santos dominicos, y en el segundo doce hermosas columnas salomónicas cubiertas de rosas y azucenas que enmarcan a Santo Domingo. Los santos empotrados a los nichos del techo sostienen racimos de flores, cuatro nervaduras decorativas están abrazadas por plantas y están dispuestas en forma de enredadera. También, hay molduras con altorrelieve de plantas propias de la región, como si se pretendiese recordarnos de la fertilidad y las bondades de ésta tierra. Incluso, hay una pequeña que representa de forma icónica al astro rey. En el remate sobre la linternilla, se encuentra San Gabriel Arcángel, figura que remata esta grandiosa obra barroca firmada por Lucas Pinto.

### Coro
Se aprecia aquí un relieve en el que hay un grupo de niños con instrumentos musicales, acompañados por ángeles y bajo la dirección de Dios Padre. 

### Conclusión
La Capilla del Rosario permanece como una de las joyas del barroco novohispano más importantes y suntuosas en el continente, prueba palpable del esmero en los detalles ornamentales, mismos que servirían con el proceso de evangelización a los indígenas.